# Mujeres argentinas
Mujeres argentinas es un programa de televisión argentino emitido por Canal 13 y producido por Eureka Films S.R.L. Desde el 10 de marzo de 2025, es conducido por María Belén Ludueña con un equipo periodístico por Liliana Franco, Silvia Fernández Barrio, Virginia Gallardo y Amalia Díaz Guiñazú y con Valentina Salezzi como cocinera.

## Sinopsis
El ciclo trata sobre temas de actualidad, el programa ha sido descrito como un programa de propaganda en apoyo al gobierno de Javier Milei al punto de contratar militantes libertarios en su conducción quedando en el ojo de la polémica por difundir fake news contra artistas críticos al gobierno.

## Equipo

### Conducción
- María Belén Ludueña (2025-presente)

### Conductores/as de reemplazo
- Silvia Fernández Barrio (2025)

### Equipo
- Silvia Fernández Barrio (2025-presente)
- Amalia Díaz Guiñazu (2025-presente)
- Mercedes Ninci (2025-presente)
- Valentina Salezzi (2025-presente)
- Viviana Semienchuk (2025-presente)
- Gustavo Méndez (2025-presente)
- Germán "Pampa" Mónaco (2025-presente)

### Panelistas anteriores
- Evelyn Von Brocke (2025)
- Liliana Franco (2025)
- Virginia Gallardo (2025)
- Mariana Gallego (2025)

| María Belén Ludueña     | Conductora |
| Liliana Franco          | Panelista  |
| Silvia Fernández Barrio | Panelista  |
| Evelyn Von Brocke       | Panelista  |
| Virginia Gallardo       | Panelista  |
| Amalia Guiñazú          | Panelista  |
| Mariana Gallego         | Panelista  |
| Viviana Semienchuk      | Panelista  |
| Gustavo Méndez          | Panelista  |
| Mercedes Ninci          | Movilera   |
| Valentina Salezzi       | Cocinera   |

## Temporadas
| Temporada | Año  | Cantidad de programas | Canal   | Rating prom. | Ref. |
| --------- | ---- | --------------------- | ------- | ------------ | ---- |
| 1         | 2025 | 105 (al 01/08)        | eltrece | 1.3          |      |